# ميكلوس تاكاس
ميكلوس تاكاس (بالمجرية: Takács Miklós)‏ هو سياسي مجري، ولد في 1906 بزومباثلي في المجر، وتوفي بنفس المكان في 1967. حزبياً، نشط في Social Democratic Party of Hungary ‏.